# Gozdna učna pot Fuks graba
Gozdna učna pot Fuks graba je turistična naravoslovna učna pot po dolonici v mešanem gozdu Korovske gore v Korovcih pri Cankovi v Krajinskem parku Goričko. Ime je dobila po lisicah (nemško Fuchs). Pot je dolga 2,4 km, opremljena pa je z devetimi vsebinskimi učnimi točkami.